# Trupa Wileńska
Trupa Wileńska – zespół teatralny występujący w języku jidysz, założony w roku 1916 pod nazwą „Farejn fun Jidisze Dramatisze Artistn in Wilne unter der lajtung fun M.Kowalski” (Związek Żydowskich Artystów Dramatycznych w Wilnie pod kierownictwem M.Kowalskiego), w skrócie „Fada”. Zespół zaczął występować pod nazwą „Wilner Trupe” (Trupa Wileńska) od pierwszych występów gościnnych w Warszawie we wrześniu 1917.
Zespół powstał pod wpływem założonego w Warszawie w roku 1908 przez Abrahama Izaaka Kamińskiego zespołu teatralnego Literarisze Trupe.
Zespół składał się przeważnie z nieprofesjonalnych aktorów rosyjskich, jedynym zawodowym aktorem był założyciel zespołu Mateusz Kowalski. Do zespołu dołączył Mordechaj Mazo, sprawujący funkcję impresaria i kierownika administracyjnego.
Skład zespołu ulegał zmianom, odchodzili niektórzy aktorzy, przyjmowano innych. Teatr początkowo występował w Wilnie, potem udał się na tournée po Litwie i Białorusi. W roku 1917 wystąpił w Warszawie, w roku 1922 w dawnej Galicji. Od października 1922 do lutego 1923 występował w Wiedniu. W latach 1924–1927 występował w Rumunii, a następnie w różnych miastach polskich, jak Lwów, Warszawa, Białystok, Kraków, Wilno, Łódź. W roku 1935 wskutek trudności finansowych teatr zakończył swoją działalność. Niektórzy członkowie zespołu wyemigrowali do Stanów Zjednoczonych, gdzie występowali na żydowskich scenach Nowego Jorku.
Z Trupą Wileńską współpracowali m.in. reżyser Jakub Rotbaum, architekt Szymon Syrkus, malarz Andrzej Pronaszko, choreograf Lia Rotbaum, poseł na Sejm Jakub Wygodzki.